# Skilanglauf-Marathon-Cup 2010/11
Der Skilanglauf-Marathon-Cup 2010/11 war eine vom Weltskiverband FIS ausgetragene Wettkampfserie im Skilanglauf, die am 19. Dezember 2010 mit dem La Sgambeda begann und am 19. März 2011 mit dem Birkebeinerrennet endete. Die Wettbewerbe wurden im Rahmen der Euroloppet-Serie bzw. Worldloppet-Serie veranstaltet. Die Gesamtwertung bei den Männern gewann Jerry Ahrlin. Er siegte bei drei von 11 Rennen. Bei den Frauen wurde Sandra Hansson in der Gesamtwertung erste, die vier der insgesamt 11 Rennen gewann.

## Männer

### Resultate
| 1. Skilanglauf-Marathon-Cup in Livigno – La Sgambeda | 1. Skilanglauf-Marathon-Cup in Livigno – La Sgambeda | 1. Skilanglauf-Marathon-Cup in Livigno – La Sgambeda | 1. Skilanglauf-Marathon-Cup in Livigno – La Sgambeda | 1. Skilanglauf-Marathon-Cup in Livigno – La Sgambeda |
| ---------------------------------------------------- | ---------------------------------------------------- | ---------------------------------------------------- | ---------------------------------------------------- | ---------------------------------------------------- |
| Datum                                                | Disziplin                                            | Erster Platz                                         | Zweiter Platz                                        | Dritter Platz                                        |
| 19. Dezember 2010                                    | 42 km Freistil Massenstart                           | Fabio Santus                                         | Simen Østensen                                       | Cristian Zorzi                                       |

| 2. Skilanglauf-Marathon-Cup in Liberec – Isergebirgslauf | 2. Skilanglauf-Marathon-Cup in Liberec – Isergebirgslauf | 2. Skilanglauf-Marathon-Cup in Liberec – Isergebirgslauf | 2. Skilanglauf-Marathon-Cup in Liberec – Isergebirgslauf | 2. Skilanglauf-Marathon-Cup in Liberec – Isergebirgslauf |
| -------------------------------------------------------- | -------------------------------------------------------- | -------------------------------------------------------- | -------------------------------------------------------- | -------------------------------------------------------- |
| Datum                                                    | Disziplin                                                | Erster Platz                                             | Zweiter Platz                                            | Dritter Platz                                            |
| 9. Januar 2011                                           | 50 km klassisch Massenstart                              | Anders Aukland                                           | Oskar Svärd                                              | Stanislav Řezáč                                          |

| 3. Skilanglauf-Marathon-Cup in Lienz – Dolomitenlauf | 3. Skilanglauf-Marathon-Cup in Lienz – Dolomitenlauf | 3. Skilanglauf-Marathon-Cup in Lienz – Dolomitenlauf | 3. Skilanglauf-Marathon-Cup in Lienz – Dolomitenlauf | 3. Skilanglauf-Marathon-Cup in Lienz – Dolomitenlauf |
| ---------------------------------------------------- | ---------------------------------------------------- | ---------------------------------------------------- | ---------------------------------------------------- | ---------------------------------------------------- |
| Datum                                                | Disziplin                                            | Erster Platz                                         | Zweiter Platz                                        | Dritter Platz                                        |
| 23. Januar 2011                                      | 42 km Freistil Massenstart 1                         | Fabio Santus                                         | Simone Paredi                                        | Teemu Kattilakoski                                   |

| 4. Skilanglauf-Marathon-Cup im Val di Fiemme und Val di Fassa – Marcialonga | 4. Skilanglauf-Marathon-Cup im Val di Fiemme und Val di Fassa – Marcialonga | 4. Skilanglauf-Marathon-Cup im Val di Fiemme und Val di Fassa – Marcialonga | 4. Skilanglauf-Marathon-Cup im Val di Fiemme und Val di Fassa – Marcialonga | 4. Skilanglauf-Marathon-Cup im Val di Fiemme und Val di Fassa – Marcialonga |
| --------------------------------------------------------------------------- | --------------------------------------------------------------------------- | --------------------------------------------------------------------------- | --------------------------------------------------------------------------- | --------------------------------------------------------------------------- |
| Datum                                                                       | Disziplin                                                                   | Erster Platz                                                                | Zweiter Platz                                                               | Dritter Platz                                                               |
| 30. Januar 2011                                                             | 70 km klassisch Massenstart                                                 | Jerry Ahrlin                                                                | Oskar Svärd                                                                 | Stanislav Řezáč                                                             |

| 5. Skilanglauf-Marathon-Cup in Oberammergau – König-Ludwig-Lauf | 5. Skilanglauf-Marathon-Cup in Oberammergau – König-Ludwig-Lauf | 5. Skilanglauf-Marathon-Cup in Oberammergau – König-Ludwig-Lauf | 5. Skilanglauf-Marathon-Cup in Oberammergau – König-Ludwig-Lauf | 5. Skilanglauf-Marathon-Cup in Oberammergau – König-Ludwig-Lauf |
| --------------------------------------------------------------- | --------------------------------------------------------------- | --------------------------------------------------------------- | --------------------------------------------------------------- | --------------------------------------------------------------- |
| Datum                                                           | Disziplin                                                       | Erster Platz                                                    | Zweiter Platz                                                   | Dritter Platz                                                   |
| 6. Februar 2011                                                 | 42 km klassisch Massenstart 2                                   | Jerry Ahrlin                                                    | Stanislav Řezáč                                                 | Oskar Svärd                                                     |

| 6. Skilanglauf-Marathon-Cup in Mouthe – Transjurassienne | 6. Skilanglauf-Marathon-Cup in Mouthe – Transjurassienne | 6. Skilanglauf-Marathon-Cup in Mouthe – Transjurassienne | 6. Skilanglauf-Marathon-Cup in Mouthe – Transjurassienne | 6. Skilanglauf-Marathon-Cup in Mouthe – Transjurassienne |
| -------------------------------------------------------- | -------------------------------------------------------- | -------------------------------------------------------- | -------------------------------------------------------- | -------------------------------------------------------- |
| Datum                                                    | Disziplin                                                | Erster Platz                                             | Zweiter Platz                                            | Dritter Platz                                            |
| 13. Februar 2011                                         | 40 km Freistil Massenstart 3                             | Benoît Chauvet                                           | Fabio Santus                                             | Christophe Perrillat-Collomb                             |

| 7. Skilanglauf-Marathon-Cup in Otepää – Tartu Maraton | 7. Skilanglauf-Marathon-Cup in Otepää – Tartu Maraton | 7. Skilanglauf-Marathon-Cup in Otepää – Tartu Maraton | 7. Skilanglauf-Marathon-Cup in Otepää – Tartu Maraton | 7. Skilanglauf-Marathon-Cup in Otepää – Tartu Maraton |
| ----------------------------------------------------- | ----------------------------------------------------- | ----------------------------------------------------- | ----------------------------------------------------- | ----------------------------------------------------- |
| Datum                                                 | Disziplin                                             | Erster Platz                                          | Zweiter Platz                                         | Dritter Platz                                         |
| 20. Februar 2011                                      | 63 km klassisch Massenstart                           | Jerry Ahrlin                                          | Anders Aukland                                        | Simen Østensen                                        |

| 8. Skilanglauf-Marathon-Cup in Lahti – Finlandia-hiihto | 8. Skilanglauf-Marathon-Cup in Lahti – Finlandia-hiihto | 8. Skilanglauf-Marathon-Cup in Lahti – Finlandia-hiihto | 8. Skilanglauf-Marathon-Cup in Lahti – Finlandia-hiihto | 8. Skilanglauf-Marathon-Cup in Lahti – Finlandia-hiihto |
| ------------------------------------------------------- | ------------------------------------------------------- | ------------------------------------------------------- | ------------------------------------------------------- | ------------------------------------------------------- |
| Datum                                                   | Disziplin                                               | Erster Platz                                            | Zweiter Platz                                           | Dritter Platz                                           |
| 26. Februar 2011                                        | 50 km klassisch Massenstart                             | Oskar Svärd                                             | Stanislav Řezáč                                         | Björn Lind                                              |

| 9. Skilanglauf-Marathon-Cup in Sälen – Wasalauf | 9. Skilanglauf-Marathon-Cup in Sälen – Wasalauf | 9. Skilanglauf-Marathon-Cup in Sälen – Wasalauf | 9. Skilanglauf-Marathon-Cup in Sälen – Wasalauf | 9. Skilanglauf-Marathon-Cup in Sälen – Wasalauf |
| ----------------------------------------------- | ----------------------------------------------- | ----------------------------------------------- | ----------------------------------------------- | ----------------------------------------------- |
| Datum                                           | Disziplin                                       | Erster Platz                                    | Zweiter Platz                                   | Dritter Platz                                   |
| 6. März 2011                                    | 90 km klassisch Massenstart                     | Jörgen Brink                                    | Stanislav Řezáč                                 | Jerry Ahrlin                                    |

| 10. Skilanglauf-Marathon-Cup in Samedan – Engadin Skimarathon | 10. Skilanglauf-Marathon-Cup in Samedan – Engadin Skimarathon | 10. Skilanglauf-Marathon-Cup in Samedan – Engadin Skimarathon | 10. Skilanglauf-Marathon-Cup in Samedan – Engadin Skimarathon | 10. Skilanglauf-Marathon-Cup in Samedan – Engadin Skimarathon |
| ------------------------------------------------------------- | ------------------------------------------------------------- | ------------------------------------------------------------- | ------------------------------------------------------------- | ------------------------------------------------------------- |
| Datum                                                         | Disziplin                                                     | Erster Platz                                                  | Zweiter Platz                                                 | Dritter Platz                                                 |
| 13. März 2011                                                 | 42 km Freistil Massenstart                                    | Remo Fischer                                                  | Fabio Santus                                                  | Bruno Carrara                                                 |

| 11. Skilanglauf-Marathon-Cup in Rena – Birkebeinerrennet | 11. Skilanglauf-Marathon-Cup in Rena – Birkebeinerrennet | 11. Skilanglauf-Marathon-Cup in Rena – Birkebeinerrennet | 11. Skilanglauf-Marathon-Cup in Rena – Birkebeinerrennet | 11. Skilanglauf-Marathon-Cup in Rena – Birkebeinerrennet |
| -------------------------------------------------------- | -------------------------------------------------------- | -------------------------------------------------------- | -------------------------------------------------------- | -------------------------------------------------------- |
| Datum                                                    | Disziplin                                                | Erster Platz                                             | Zweiter Platz                                            | Dritter Platz                                            |
| 19. März 2011                                            | 54 km klassisch Massenstart                              | Stanislav Řezáč                                          | Jörgen Brink                                             | Jerry Ahrlin                                             |

### Gesamtwertung
| Rang | Name                   | Punkte |
| ---- | ---------------------- | ------ |
| 001. | Jerry Ahrlin           | 533    |
| 02.  | Fabio Santus           | 515    |
| 03.  | Stanislav Řezáč        | 500    |
| 04.  | Oskar Svärd            | 401    |
| 05.  | Anders Aukland         | 377    |
| 06.  | Jörgen Brink           | 270    |
| 07.  | Bruno Carrara          | 209    |
| 08.  | Simen Østensen         | 201    |
| 09.  | Rikard Andreasson      | 190    |
| 10.  | Martin Larsson         | 177    |
| 11.  | Simone Paredi          | 170    |
| 12.  | Aliaksei Ivanou        | 162    |
| 13.  | Andre Haugsbö          | 150    |
| 13.  | Thomas Magne Henriksen | 150    |
| 15.  | Jörgen Aukland         | 147    |
| 16.  | Audun Laugaland        | 141    |
| 17.  | Mathias Fredriksson    | 139    |
| 18.  | Marco Cattaneo         | 120    |
| 19.  | Benoît Chauvet         | 115    |
| 20.  | Kjetil Hagtvedt Dammen | 109    |

| Rang | Name                         | Punkte |
| ---- | ---------------------------- | ------ |
| 21.  | Remo Fischer                 | 100    |
| 22.  | Sergio Bonaldi               | 97     |
| 23.  | Anders Myrland               | 95     |
| 24.  | Haavard Hansen               | 81     |
| 25.  | Björn Lind                   | 73     |
| 26.  | Michael Eberharter           | 72     |
| 26.  | Cristian Zorzi               | 72     |
| 28.  | Svein Tore Sinnes            | 65     |
| 29.  | Teemu Kattilakoski           | 60     |
| 29.  | Christophe Perrillat-Collomb | 60     |
| 31.  | Diego Ruiz                   | 59     |
| 32.  | Thomas Alsgaard              | 58     |
| 33.  | Espen Harald Bjerke          | 56     |
| 34.  | Radek Sretr                  | 55     |
| 35.  | Pierre Chauvet               | 54     |
| 36.  | Arne Post                    | 51     |
| 37.  | Fredrik Byström              | 50     |
| 37.  | Toni Livers                  | 50     |
| 39.  | Emmanuel Jonnier             | 49     |
| 40.  | Jens Arne Svartedal          | 45     |

| Rang | Name               | Punkte |
| ---- | ------------------ | ------ |
| 41.  | Markus Jönsson     | 43     |
| 42.  | Alexey Dvoskin     | 40     |
| 42.  | Algo Kärp          | 40     |
| 42.  | Anton Sjöholm      | 40     |
| 42.  | Lukas Weitgasser   | 40     |
| 46.  | Javier Gutiérrez   | 37     |
| 47.  | Alexander Artemyev | 36     |
| 47.  | Bruno Debertolis   | 36     |
| 47.  | Florian Kostner    | 36     |
| 50.  | Thibault Mondon    | 35     |
| 51.  | Niklas Colliander  | 32     |
| 52.  | John Björggard     | 31     |
| 53.  | Martin Rosvall     | 30     |
| 54.  | Robin Duvillard    | 29     |
| 54.  | Antti Lampinen     | 29     |
| 54.  | Dietmar Nöckler    | 29     |
| 54.  | Teodor Peterson    | 29     |
| 58.  | Morris Galli       | 26     |
| 58.  | Johan Kjølstad     | 26     |
| 58.  | Jiří Ročárek       | 26     |
| 58.  | Vadim Nesterov     | 26     |

## Frauen

### Resultate
| 1. Skilanglauf-Marathon-Cup in Livigno – La Sgambeda | 1. Skilanglauf-Marathon-Cup in Livigno – La Sgambeda | 1. Skilanglauf-Marathon-Cup in Livigno – La Sgambeda | 1. Skilanglauf-Marathon-Cup in Livigno – La Sgambeda | 1. Skilanglauf-Marathon-Cup in Livigno – La Sgambeda |
| ---------------------------------------------------- | ---------------------------------------------------- | ---------------------------------------------------- | ---------------------------------------------------- | ---------------------------------------------------- |
| Datum                                                | Disziplin                                            | Erster Platz                                         | Zweiter Platz                                        | Dritter Platz                                        |
| 19. Dezember 2010                                    | 42 km Freistil Massenstart                           | Walentyna Schewtschenko                              | Sabina Valbusa                                       | Natalja Sernowa                                      |

| 2. Skilanglauf-Marathon-Cup in Liberec – Isergebirgslauf | 2. Skilanglauf-Marathon-Cup in Liberec – Isergebirgslauf | 2. Skilanglauf-Marathon-Cup in Liberec – Isergebirgslauf | 2. Skilanglauf-Marathon-Cup in Liberec – Isergebirgslauf | 2. Skilanglauf-Marathon-Cup in Liberec – Isergebirgslauf |
| -------------------------------------------------------- | -------------------------------------------------------- | -------------------------------------------------------- | -------------------------------------------------------- | -------------------------------------------------------- |
| Datum                                                    | Disziplin                                                | Erster Platz                                             | Zweiter Platz                                            | Dritter Platz                                            |
| 9. Januar 2011                                           | 50 km klassisch Massenstart                              | Sandra Hansson                                           | Seraina Boner                                            | Susanne Nyström                                          |

| 3. Skilanglauf-Marathon-Cup in Lienz – Dolomitenlauf | 3. Skilanglauf-Marathon-Cup in Lienz – Dolomitenlauf | 3. Skilanglauf-Marathon-Cup in Lienz – Dolomitenlauf | 3. Skilanglauf-Marathon-Cup in Lienz – Dolomitenlauf | 3. Skilanglauf-Marathon-Cup in Lienz – Dolomitenlauf |
| ---------------------------------------------------- | ---------------------------------------------------- | ---------------------------------------------------- | ---------------------------------------------------- | ---------------------------------------------------- |
| Datum                                                | Disziplin                                            | Erster Platz                                         | Zweiter Platz                                        | Dritter Platz                                        |
| 23. Januar 2011                                      | 42 km Freistil Massenstart 1                         | Seraina Mischol                                      | Susanne Nyström                                      | Sabina Valbusa                                       |

| 4. Skilanglauf-Marathon-Cup im Val di Fiemme und Val di Fassa – Marcialonga | 4. Skilanglauf-Marathon-Cup im Val di Fiemme und Val di Fassa – Marcialonga | 4. Skilanglauf-Marathon-Cup im Val di Fiemme und Val di Fassa – Marcialonga | 4. Skilanglauf-Marathon-Cup im Val di Fiemme und Val di Fassa – Marcialonga | 4. Skilanglauf-Marathon-Cup im Val di Fiemme und Val di Fassa – Marcialonga |
| --------------------------------------------------------------------------- | --------------------------------------------------------------------------- | --------------------------------------------------------------------------- | --------------------------------------------------------------------------- | --------------------------------------------------------------------------- |
| Datum                                                                       | Disziplin                                                                   | Erster Platz                                                                | Zweiter Platz                                                               | Dritter Platz                                                               |
| 30. Januar 2011                                                             | 70 km klassisch Massenstart                                                 | Seraina Boner                                                               | Sandra Hansson                                                              | Susanne Nyström                                                             |

| 5. Skilanglauf-Marathon-Cup in Oberammergau – König-Ludwig-Lauf | 5. Skilanglauf-Marathon-Cup in Oberammergau – König-Ludwig-Lauf | 5. Skilanglauf-Marathon-Cup in Oberammergau – König-Ludwig-Lauf | 5. Skilanglauf-Marathon-Cup in Oberammergau – König-Ludwig-Lauf | 5. Skilanglauf-Marathon-Cup in Oberammergau – König-Ludwig-Lauf |
| --------------------------------------------------------------- | --------------------------------------------------------------- | --------------------------------------------------------------- | --------------------------------------------------------------- | --------------------------------------------------------------- |
| Datum                                                           | Disziplin                                                       | Erster Platz                                                    | Zweiter Platz                                                   | Dritter Platz                                                   |
| 6. Februar 2011                                                 | 42 km klassisch Massenstart 2                                   | Sandra Hansson                                                  | Seraina Boner                                                   | Susanne Nyström                                                 |

| 6. Skilanglauf-Marathon-Cup in Mouthe – Transjurassienne | 6. Skilanglauf-Marathon-Cup in Mouthe – Transjurassienne | 6. Skilanglauf-Marathon-Cup in Mouthe – Transjurassienne | 6. Skilanglauf-Marathon-Cup in Mouthe – Transjurassienne | 6. Skilanglauf-Marathon-Cup in Mouthe – Transjurassienne |
| -------------------------------------------------------- | -------------------------------------------------------- | -------------------------------------------------------- | -------------------------------------------------------- | -------------------------------------------------------- |
| Datum                                                    | Disziplin                                                | Erster Platz                                             | Zweiter Platz                                            | Dritter Platz                                            |
| 13. Februar 2011                                         | 40 km Freistil Massenstart 3                             | Natascia Leonardi Cortesi                                | Célia Bourgeois                                          | Sabina Valbusa                                           |

| 7. Skilanglauf-Marathon-Cup in Otepää – Tartu Maraton | 7. Skilanglauf-Marathon-Cup in Otepää – Tartu Maraton | 7. Skilanglauf-Marathon-Cup in Otepää – Tartu Maraton | 7. Skilanglauf-Marathon-Cup in Otepää – Tartu Maraton | 7. Skilanglauf-Marathon-Cup in Otepää – Tartu Maraton |
| ----------------------------------------------------- | ----------------------------------------------------- | ----------------------------------------------------- | ----------------------------------------------------- | ----------------------------------------------------- |
| Datum                                                 | Disziplin                                             | Erster Platz                                          | Zweiter Platz                                         | Dritter Platz                                         |
| 20. Februar 2011                                      | 63 km klassisch Massenstart                           | Sandra Hansson                                        | Sabina Valbusa                                        | Anu Tähtinen                                          |

| 8. Skilanglauf-Marathon-Cup in Lahti – Finlandia-hiihto | 8. Skilanglauf-Marathon-Cup in Lahti – Finlandia-hiihto | 8. Skilanglauf-Marathon-Cup in Lahti – Finlandia-hiihto | 8. Skilanglauf-Marathon-Cup in Lahti – Finlandia-hiihto | 8. Skilanglauf-Marathon-Cup in Lahti – Finlandia-hiihto |
| ------------------------------------------------------- | ------------------------------------------------------- | ------------------------------------------------------- | ------------------------------------------------------- | ------------------------------------------------------- |
| Datum                                                   | Disziplin                                               | Erster Platz                                            | Zweiter Platz                                           | Dritter Platz                                           |
| 26. Februar 2011                                        | 50 km klassisch Massenstart                             | Sandra Hansson                                          | Nina Lintzén                                            | Maija Saarinen                                          |

| 9. Skilanglauf-Marathon-Cup in Sälen – Wasalauf | 9. Skilanglauf-Marathon-Cup in Sälen – Wasalauf | 9. Skilanglauf-Marathon-Cup in Sälen – Wasalauf | 9. Skilanglauf-Marathon-Cup in Sälen – Wasalauf | 9. Skilanglauf-Marathon-Cup in Sälen – Wasalauf |
| ----------------------------------------------- | ----------------------------------------------- | ----------------------------------------------- | ----------------------------------------------- | ----------------------------------------------- |
| Datum                                           | Disziplin                                       | Erster Platz                                    | Zweiter Platz                                   | Dritter Platz                                   |
| 6. März 2011                                    | 90 km klassisch Massenstart                     | Jenny Hansson                                   | Susanne Nyström                                 | Sofia Bleckur                                   |

| 10. Skilanglauf-Marathon-Cup in Samedan – Engadin Skimarathon | 10. Skilanglauf-Marathon-Cup in Samedan – Engadin Skimarathon | 10. Skilanglauf-Marathon-Cup in Samedan – Engadin Skimarathon | 10. Skilanglauf-Marathon-Cup in Samedan – Engadin Skimarathon | 10. Skilanglauf-Marathon-Cup in Samedan – Engadin Skimarathon |
| ------------------------------------------------------------- | ------------------------------------------------------------- | ------------------------------------------------------------- | ------------------------------------------------------------- | ------------------------------------------------------------- |
| Datum                                                         | Disziplin                                                     | Erster Platz                                                  | Zweiter Platz                                                 | Dritter Platz                                                 |
| 13. März 2011                                                 | 42 km Freistil Massenstart                                    | Antonella Confortola Wyatt                                    | Célia Bourgeois                                               | Seraina Boner                                                 |

| 11. Skilanglauf-Marathon-Cup in Rena – Birkebeinerrennet | 11. Skilanglauf-Marathon-Cup in Rena – Birkebeinerrennet | 11. Skilanglauf-Marathon-Cup in Rena – Birkebeinerrennet | 11. Skilanglauf-Marathon-Cup in Rena – Birkebeinerrennet | 11. Skilanglauf-Marathon-Cup in Rena – Birkebeinerrennet |
| -------------------------------------------------------- | -------------------------------------------------------- | -------------------------------------------------------- | -------------------------------------------------------- | -------------------------------------------------------- |
| Datum                                                    | Disziplin                                                | Erster Platz                                             | Zweiter Platz                                            | Dritter Platz                                            |
| 19. März 2011                                            | 54 km klassisch Massenstart                              | Seraina Boner                                            | Jenny Hansson                                            | Sara Svendsen                                            |

### Gesamtwertung
| Rang | Name                       | Punkte |
| ---- | -------------------------- | ------ |
| 01.  | Sandra Hansson             | 557    |
| 02.  | Susanne Nyström            | 502    |
| 03.  | Seraina Boner              | 460    |
| 04.  | Sabina Valbusa             | 455    |
| 05.  | Jenny Hansson              | 380    |
| 06.  | Nina Lintzén               | 246    |
| 07.  | Natascia Leonardi Cortesi  | 240    |
| 08.  | Célia Bourgeois            | 160    |
| 09.  | Antonella Confortola Wyatt | 150    |
| 010. | Seraina Mischol            | 145    |
| 11.  | Walentyna Schewtschenko    | 100    |
| 12.  | Sara Svendsen              | 096    |
| 13.  | Laila Kveli                | 085    |
| 14.  | Ursina Badilati            | 080    |

| Rang | Name                          | Punkte |
| ---- | ----------------------------- | ------ |
| 15.  | Sofia Bleckur                 | 60     |
| 15.  | Maija Saarinen                | 60     |
| 15.  | Anu Tähtinen                  | 60     |
| 15.  | Natalja Sernowa               | 60     |
| 19.  | Maija Oravamaki               | 58     |
| 20.  | Liisa Anttila                 | 50     |
| 20.  | Elisabeth Coupat              | 50     |
| 22.  | Alena Procházková             | 45     |
| 22.  | Stephanie Santer              | 45     |
| 24.  | Marina Antipova               | 40     |
| 24.  | Solfrid Braathen              | 40     |
| 26.  | Karianne Gaasland Bjelllaanes | 36     |
| 26.  | Martina Chrástková            | 36     |
| 26.  | Jenni Mattila                 | 36     |

| Rang | Name                       | Punkte |
| ---- | -------------------------- | ------ |
| 26.  | Manon Simille              | 40     |
| 30.  | Kamila Borutova            | 32     |
| 30.  | Sirkka Ehrnrooth           | 32     |
| 30.  | Marte Monrad-Hansen        | 32     |
| 30.  | Kristina Strandberg        | 32     |
| 34.  | Kathrine Harsem            | 29     |
| 34.  | Annina Strupler            | 29     |
| 36.  | Barbara Häsch              | 26     |
| 36.  | Hilde Losgaard Landheim    | 26     |
| 36.  | Jessica Müller             | 26     |
| 39.  | Inger Liv Bjerkreim Nilsen | 24     |
| 39.  | Laurien van der Graaff     | 24     |
| 41.  | Rahel Imoberdorf           | 22     |
| 41.  | Marthe Katrine Myhre       | 22     |